# Алі-Сабіх (регіон)
Алі-Сабіх (фр. Ali Sabieh; араб. على صبيح) — регіон у південній частині Джибуті.
Адміністративний центр — місто Алі-Сабіх.
Площа —  2400 км², населення — 86 949 чол. (2009).
Регіон на сході межує з регіоном Авдал (Сомалі, також Авдал і територія, на яку претендує невизнаний Сомаліленд), на півдні з регіоном Ефіопії — Сомалі, на заході з регіоном Джибуті — Дикіль, а на півночі з регіоном Джибуті — Арта.
| Джибуті | Це незавершена стаття з географії Джибуті. Ви можете допомогти проєкту, виправивши або дописавши її. |